# 이이언
이이언 (eAeon)은 대한민국의 음악가이며, 밴드 못의 리더로 유명하다. 2004년 못으로 활동하면서 3개의 정규 음반 비선형 (2004), 이상한 계절 (2007), 재의 기술 (2016)을 발매했으며, 이후 언니네이발관의 이능룡과 나이트오프를 결성하기도 했다. 솔로 활동으로는 2개의 정규 음반 Guilt-Free (2012)와 Fragile (2021)을 발매했다.

## 음반 목록

### 솔로 음반

#### 정규 음반
- Guilt-Free (2012)
- Fragile (2021)

#### EP
- Realize (2012)

### 못

#### 정규 음반
- 비선형 (2004)
- 이상한 계절 (2007)
- 재의 기술 (2016)

### 나이트오프

#### EP
- The Last Night (2018)